# Digoin

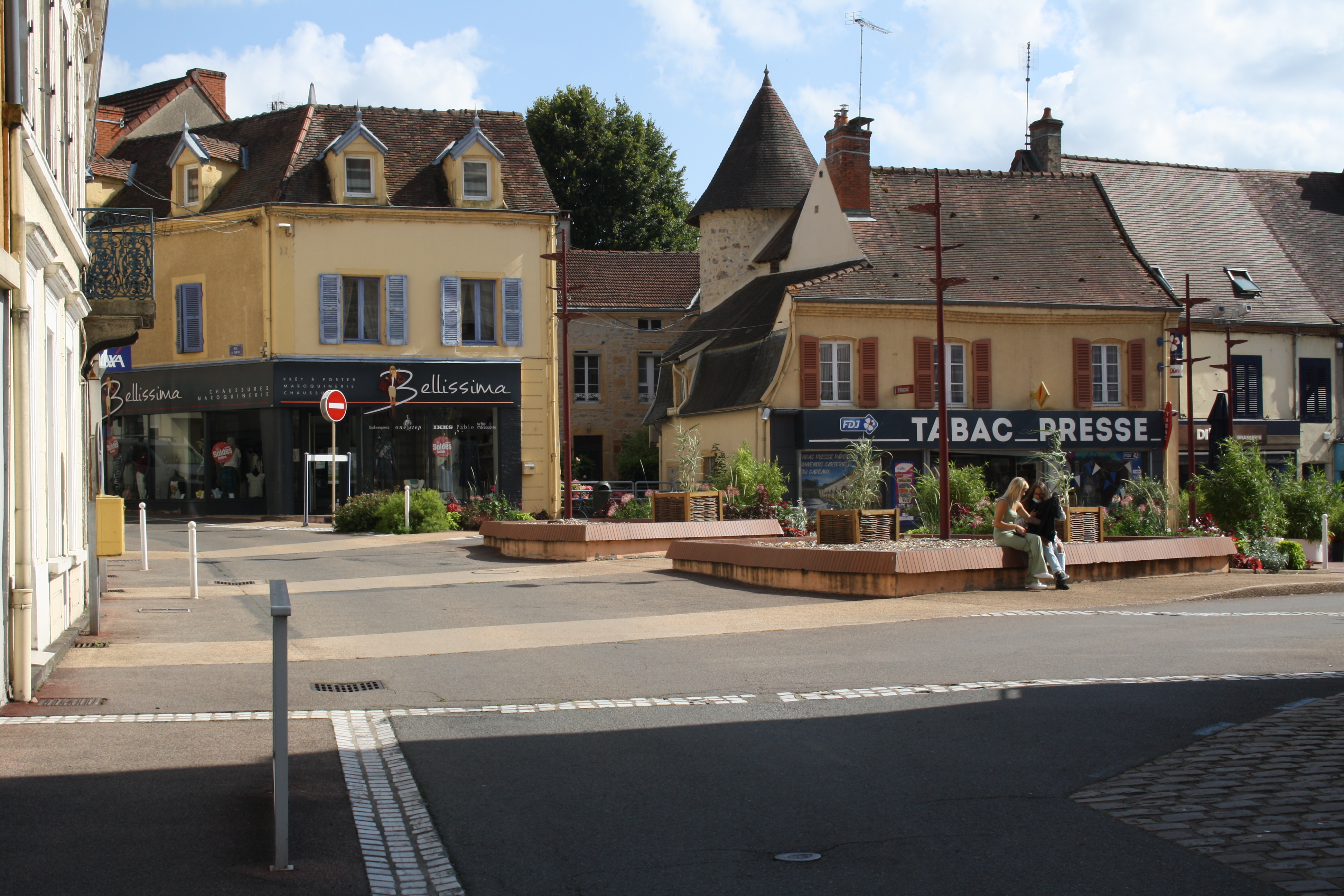
Place de l’Église

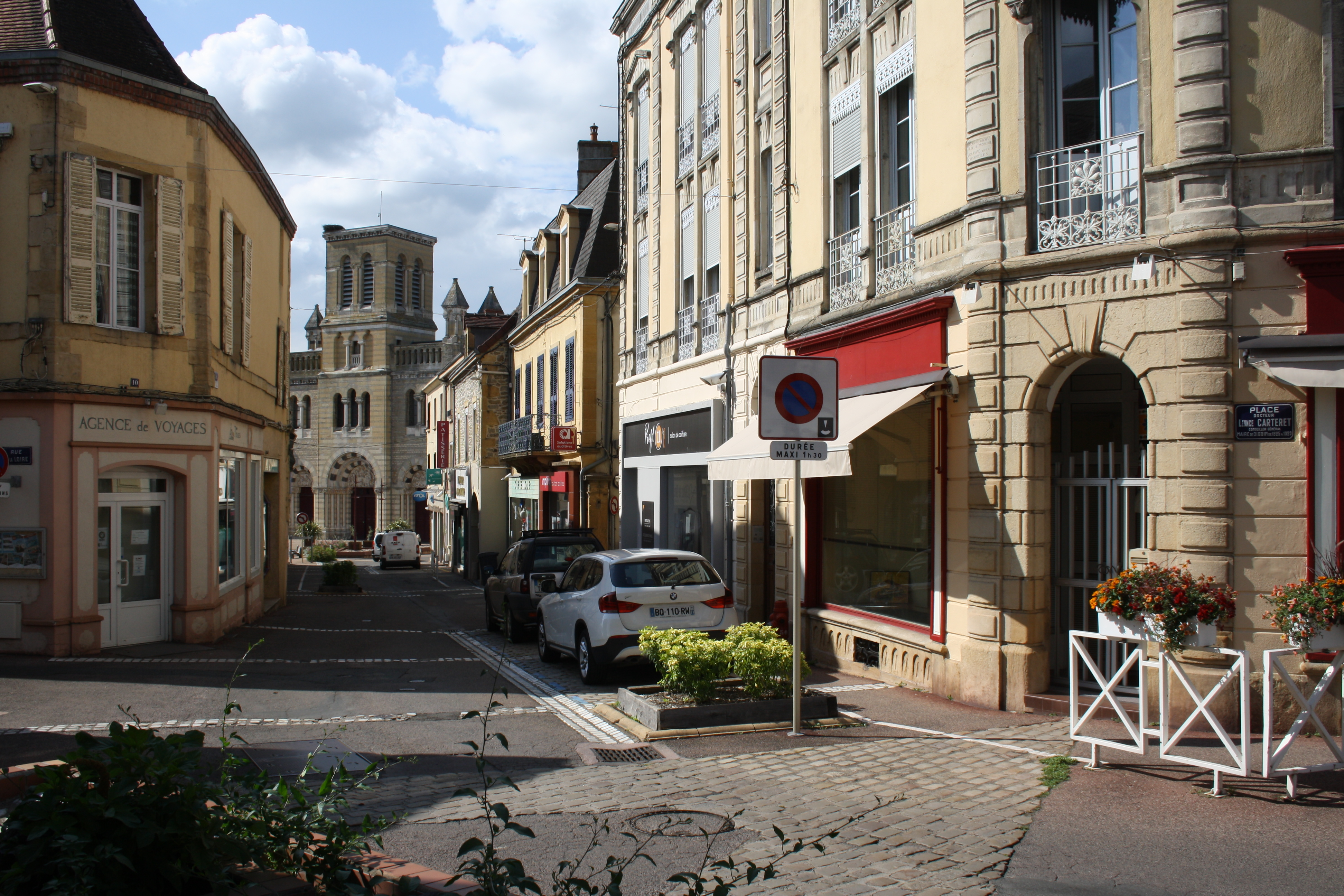
Innenstadt mit Kirche Notre-Dame de la Providence

Digoin [diɡwɛ̃] ist eine französische Kleinstadt mit 7380 Einwohnern (Stand 1. Januar 2022) im Département Saône-et-Loire in der Region Bourgogne-Franche-Comté, unmittelbar an der Grenze zur Nachbarregion Auvergne-Rhône-Alpes.

## Geografie
Die Stadt liegt am rechten Ufer der Loire, an der Einmündung des Nebenflusses Arroux. Darüber hinaus treffen hier folgende Schifffahrtskanäle zusammen:
- Canal latéral à la Loire (deutsch: Loire-Seitenkanal),
- Canal de Roanne à Digoin (deutsch: Roanne-Digoin-Kanal),
- Canal du Centre (deutsch: Zentrumskanal)

Somit liegt Digoin an einer wichtigen Kreuzung der französischen Binnenwasserwege.

## Geschichte
Einer großen Anzahl von Blattspitzen aus Feuerstein, die aus dem Solutréen (Altsteinzeit) datieren, wurden nahe Digoin, in Volgu, aufgefunden, was auf eine sehr frühe menschliche Besiedlung hinweist. Weitere gallo-römische und merowingische Spuren einer Ansiedlung wurden gefunden. Der Ort war unter dem lateinischen Namen Denegontium, später unter Digonium bekannt.
Während mehrerer Jahrhunderte entwickelten sich die Aktivitäten der Stadt am Flussufer, wo ein Hafen an der Loire eingerichtet worden war. Von da aus wurde Wein aus der Gegend von Mâcon und Chalon-sur-Saône, Holz aus dem Morvan, sowie Steinblöcke in das Loire-Tal und nach Paris exportiert.
Am Ende des 18. Jahrhunderts wurde von Burgund aus die Errichtung des Canal du Charolais (heute: Canal du Centre) vorangetrieben, um die Saône mit der Loire zu verbinden. Dieser Kanal wird ab 1794 schiffbar und intensiviert die Probleme mit der unzuverlässigen Schiffbarkeit der Loire.
Durch Bau des Roanne-Digoin-Kanals (1832) und des Loire-Seitenkanals reduziert sich allmählich die Schifffahrt auf der Loire selbst und wird während der zweiten Hälfte des 19. Jahrhunderts ganz eingestellt. Eine steinerne Kanalbrücke von 243 Metern Länge (elf Bögen) ermöglicht die Verknüpfung des Zentrumskanals mit dem Loire-Seitenkanal. Am Ende des 19. Jahrhunderts wird Wasser des Flusses Arroux bei Gueugnon abgezweigt und über einen Versorgungskanal östlich der Stadt in den Canal du Centre geleitet, um die Wasserversorgung des Kanals zu verbessern. Dieser Kanal war damals für kleine Schiffe befahrbar. In den 1950er Jahren wurde der Hafen Gueugnon geschlossen und die Schifffahrt auf diesem Versorgungskanal eingestellt.
Auch nach dem Niedergang der Binnenschifffahrt war Digoin aufgrund seiner zentralen Lange ein bedeutender Verkehrsknotenpunkt für die Bahn- und Straßenverbindungen.
Dank der guten Verkehrsverbindungen konnte Digoin seine Wirtschaft durch Ansiedlung von Töpfereien und der Steingutindustrie von Sarreguemines erweitern.

## Kultur und Sehenswürdigkeiten
- Die Kanalbrücke Digoin (erbaut 1834) verbindet den Canal latéral à la Loire mit dem Canal du Centre und überspannt dabei die Loire
- ObservaLoire (Interaktive Ausstellung rund um den Fluss Loire)
- Kirche Notre-Dame de la Providence (erbaut 1869)
- Keramik-Museum
- Schloss Chiseuil aus dem 18. Jahrhundert

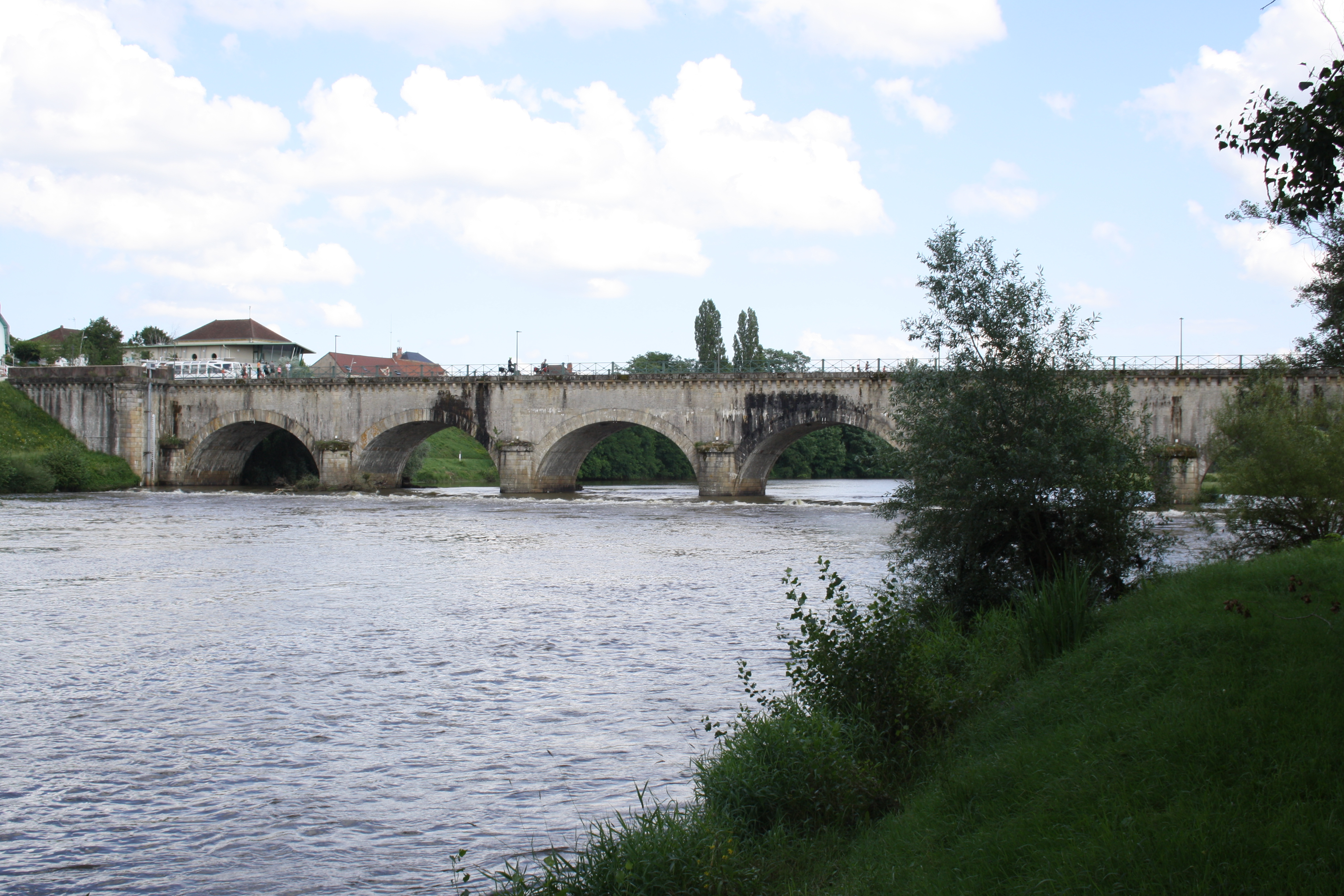
Kanalbrücke Digoin
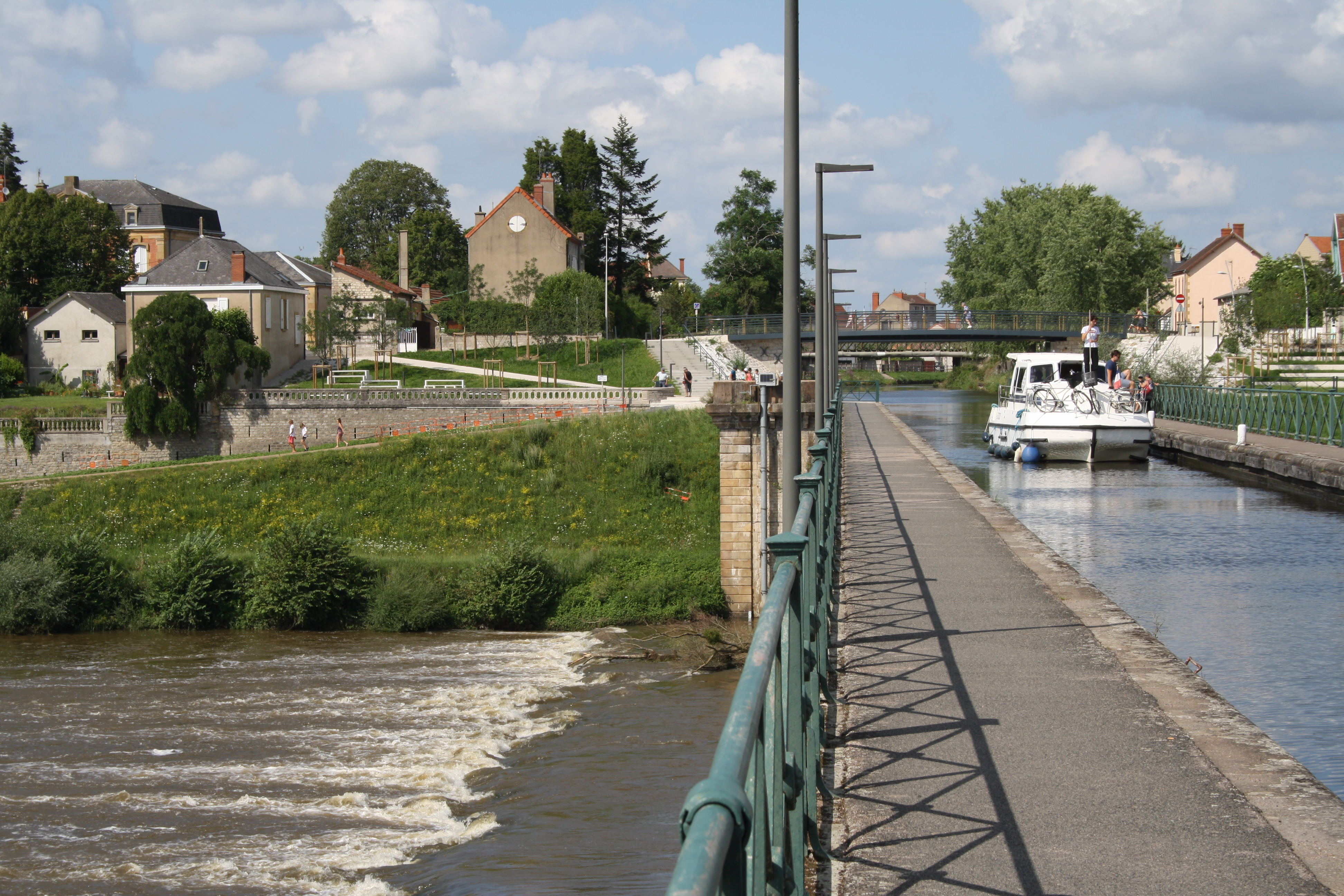
Kanalbrücke über die Loire, im Hintergrund der Canal du Centre
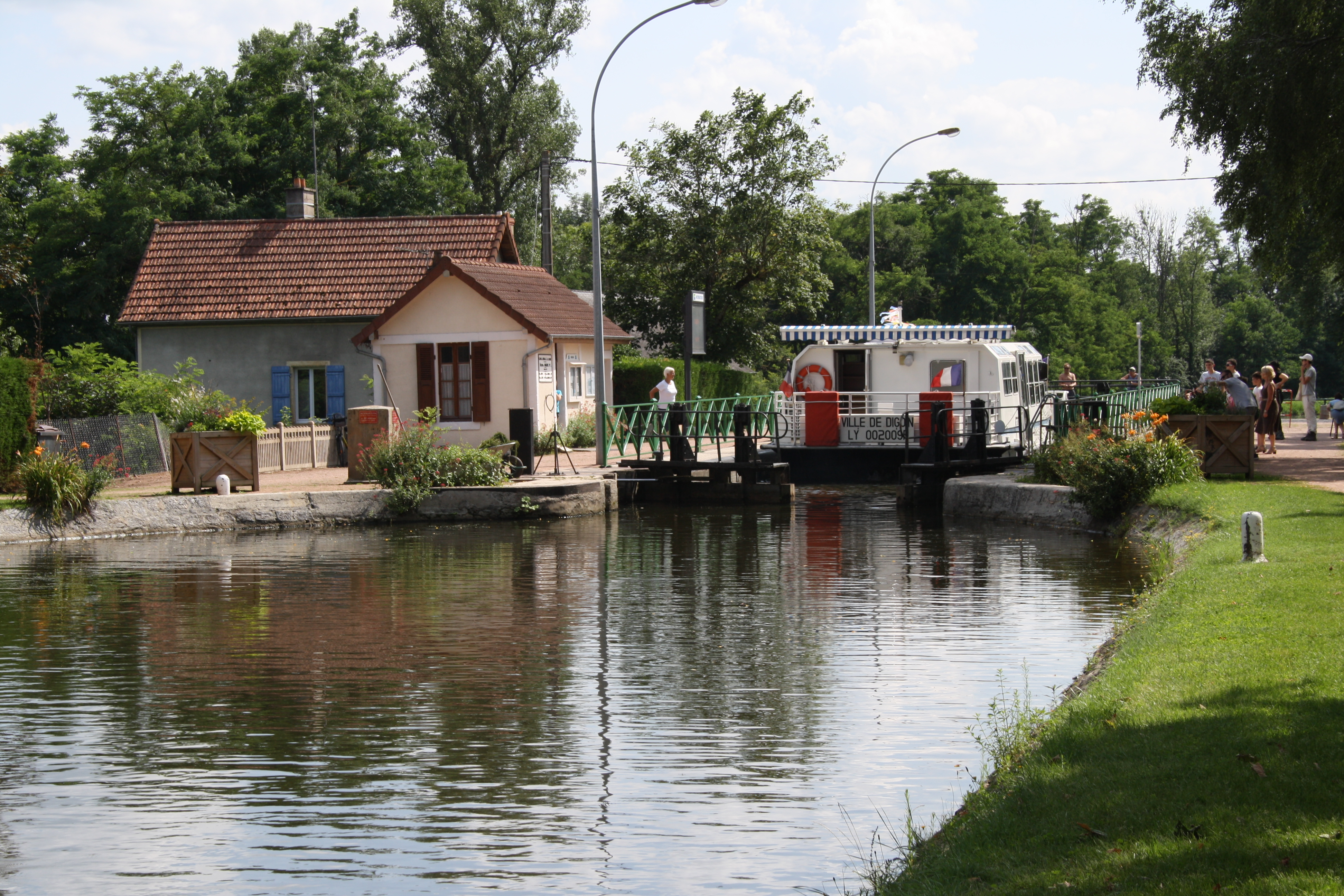
Schleuse am Canal latéral à la Loire

## Verkehr
Digoin liegt an der Bahnstrecke Moulins–Mâcon. Dabei werden die meisten Züge nach Lyon oder Nevers durchgebunden.

## Gemeindepartnerschaften
- Gerolstein, Deutschland (seit 1987)

## Persönlichkeiten
- Étienne Maynaud de Bizefranc de Laveaux (1751–1828), General und Politiker
- Alain Robert (* 1962), Freeclimber
- Georges Boris Pallot (* 1964), Kunsthistoriker und Kunstsammler